# Carter-Finley Stadium
Il Carter-Finley Stadium è uno stadio di football americano con 60 000 posti a sedere. Il proprietario è l'Università statale della Carolina del Nord di Raleigh. La squadra di casa invece è la NC State University Wolfpack.
Questo stadio ha sostituito il Riddick Stadium, risalente al 1907. Fu inaugurato nel 1966 con il nome di Carter Stadium in onore di Harry C. e Wilbert J. "Nick" Carter. Non erano uomini famosi ma soltanto due dei più importanti laureati dell'università locale. Inoltre, finanziarono i progetti dello stadio. Il nome di Albert E. Finley, altro importante laureato e finanziatore, fu aggiunto in seguito.
Fino al 2005 lo stadio poteva accogliere fino a 55 000 spettatori, ma durante la stagione del 2006 furono aggiunti altri 2 583 posti per un totale di 57 583.

## Galleria d'immagini

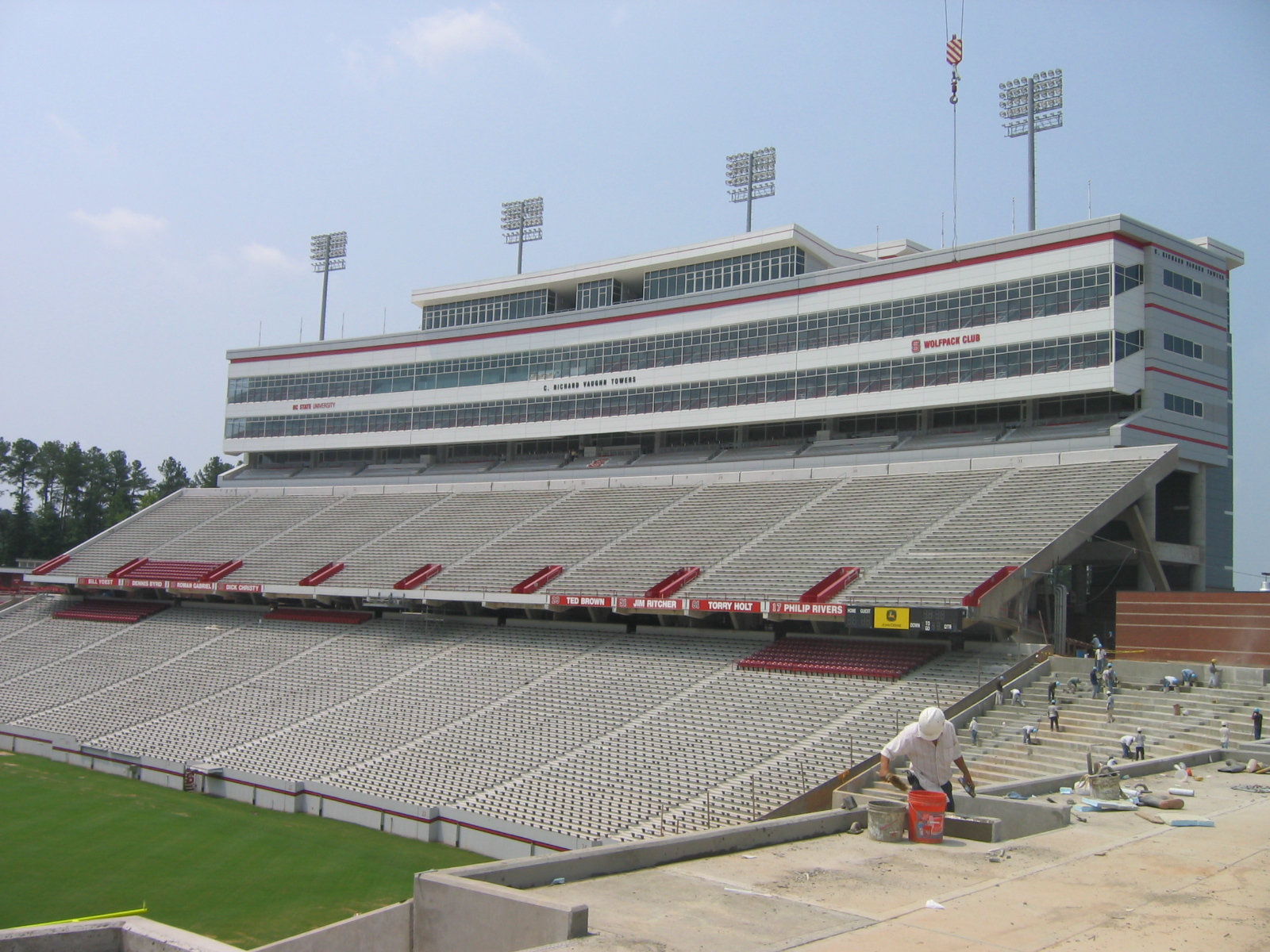
Il Carter-Finley Stadium durante i lavori del 2006.

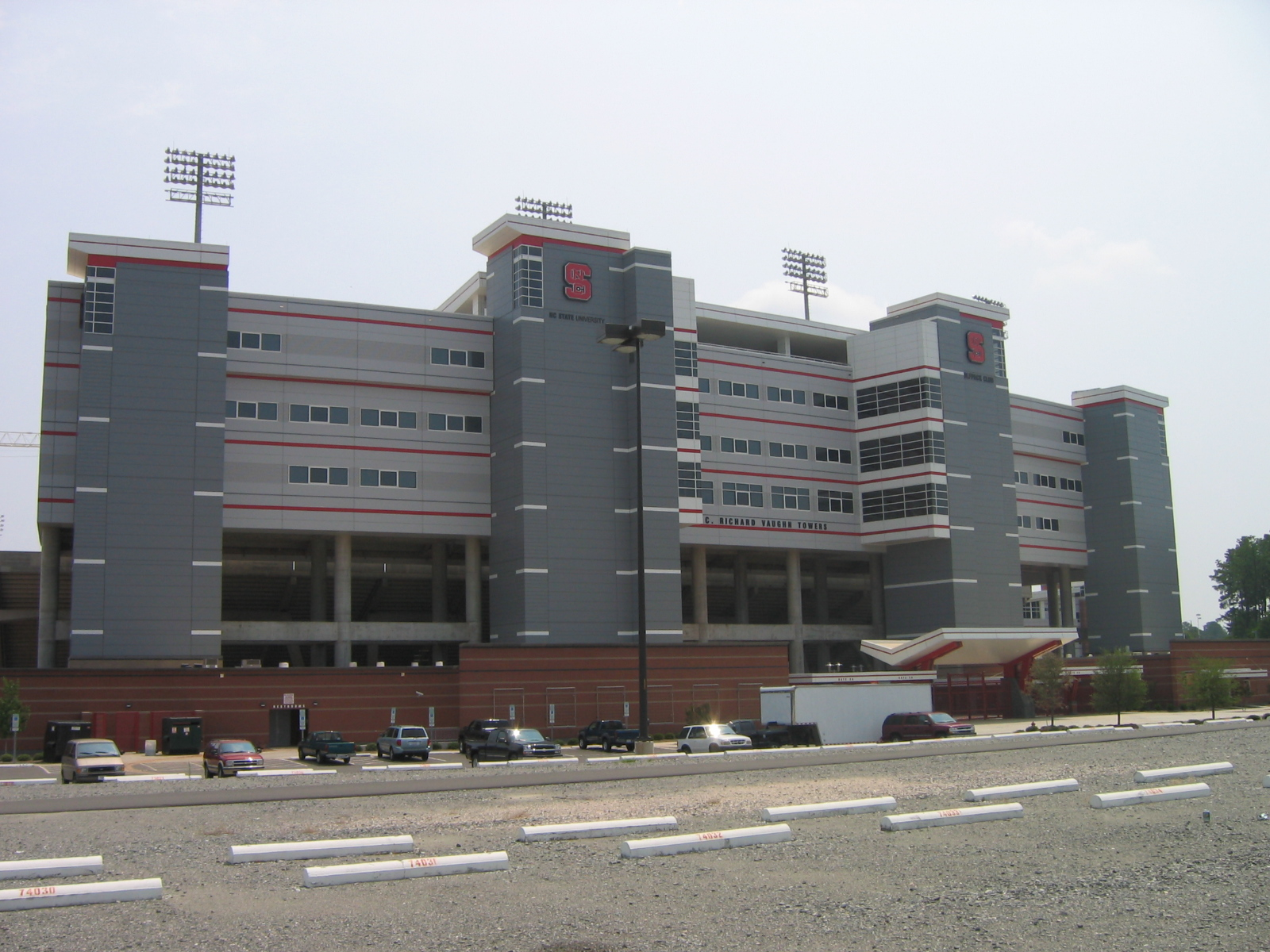
L'esterno del Carter-Finley Stadium nel 2006.